# Кар, Альма
Альма Кар (пол. Alma Kar, наст. имя и фамилия Лидия Иванова, пол. Lidia Iwanow) — польская танцовщица и киноактриса.

## Биография
Альма Кар родилась 14 ноября 1903 года в Российской империи в дворянской семье. Была второй из четырёх детей. Образование получила в монастыре. Во второй половине 1920-х годов переехала в Варшаву. Вскоре вышла замуж, однако брак закончился разводом.
Девушка дебютировала в фильме «Женщина, которая хочет грешить» в 1929 году.
Альма умерла 13 июля 1992 года в Кентшине.

## Избранная фильмография
- 1929 — Женщина, которая хочет грешить / Kobieta, która grzechu pragnie — Ванда, подруга Ирены
- 1933 — Игрушка / Zabawka — Люлю, танцовщица
- 1933 — Десять процентов мне / 10 % dla mnie — Дзюня
- 1935 — Барышня из спецвагона / Panienka z poste restante — Марыся Коханская, служащая
- 1936 — Тайна мисс Бринкс / Tajemnica panny Brinx — Ванда Тарская